# Ida Jean Orlando
Ida Jean Orlando, auch Ida Jean Orlando Pelletier (* 12. August 1926 in New Jersey; † 28. November 2007 in Massachusetts), war eine Krankenschwester, bedeutende Pflegetheoretikerin, Pflegewissenschaftlerin und Hochschullehrerin. Sie veröffentlichte 1961 The Dynamic Nurse-Patient Relationship: Function, Process, and Principles (im deutschsprachigen Raum Pflegeprozesstheorie genannt). Die Theorie ist Grundlage für ein konzeptuelles Pflegemodell, das nachfolgende Theorien und Modelle maßgeblich beeinflusst hat.

## Werdegang
Ida Jean Orlando wurde am 12. August 1926 in New Jersey als viertes von sechs Kindern der italienischen Einwanderer Nicholas and Antoinette Orlando geboren. Aus einfachen Verhältnissen stammend und während der Wirtschaftskrise aufgewachsen, entschied sich Orlando für eine Karriere im Pflegebereich um ihre Lebensumstände zu verbessern. Sie ging an die New York Medical College's Flower Fifth Avenue Hospital School of Nursing und erhielt ihr Pflegediplom 1947. Orlando arbeitete zunächst im Shore Hospital in der Geburtshilfe, jedoch war sie der Meinung, dass die Patientinnen nicht angemessen behandelt wurden und wechselte an ein anderes Krankenhaus.
Während dieser Zeit studierte Orlando berufsbegleitend an der St. John’s University, Brooklyn und erhielt 1951 den Bachelor in Public Health Nursing (dt. öffentlicher Gesundheitsfürsorge). Immer noch unzufrieden mit der mangelnden Berücksichtigung der Patienteninteressen, begann sie ein Studium am Teachers College der Columbia University in New York City und erhielt 1954 einen Master-Abschluss in psychiatrischer Pflege. Direkt im Anschluss wurde sie Leiterin und Assistenzprofessorin an der Abteilung für geistige Gesundheit und psychiatrische Pflege in Yale. Dort leitete sie eine Studie zu der Beziehung zwischen Pflegenden und Patienten. Die Ergebnisse der Forschung veröffentlichte sie 1961 als Die dynamische Schwester-Patient-Beziehung. In Yale unterrichtete Orlando auch zusammen mit der Pflegetheoretikerin Ernestine Wiedenbach (1900–1996).
Sie heiratete am 30. Juni 1961 Robert Pelletier und verließ danach Yale um am McLean Hospital in Belmont (Massachusetts) als Pflegeberaterin zu arbeiten. Ihre dort durchgeführten Studien, die ersten wissenschaftlich basierten Untersuchungen dieser Art, publizierte sie 1972 in The Discipline and Teaching of the Nursing Process. Von 1972 bis 1981 führte sie im ganzen Land und in Kanada Seminare durch um ihre Theorie vorzustellen und zu implementieren. Nach ihrem Rückzug aus der aktiven Pflege, arbeitete sie bis zu ihrem Tod am 28. November 2007 in Massachusetts noch als Mentorin und Beraterin.

## Veröffentlichungen (englisch)
- The Dynamic Nurse-Patient Relationship: Function, Process, and Principles SAGE, Nachdruck 1993 ISBN 978-0803949072
- The Patient's Predicament and Nursing Function, Psychiatric Opinion 1967
- A Nursing Process Theory (Notes on Nursing Theories) SAGE, Nachdruck 1993 ISBN 978-0803949072
- The discipline and teaching of nursing process (an evaluative study), Penguin, 1972 ISBN 978-0399400483